# Гимнокалициум Дамса
Гимнокалициум Дамса (лат. Gymnocalycium damsii) — кактус из рода Гимнокалициум.

## Описание
Стебель одиночный, плоскошаровидный, от светло-зелёного до тёмно-зелёного. Рёбер около 10, они довольно широкие, с острыми насечками бугорков; бугорки выступающие. Колючек от 2 до 8, до 1,2 см длиной, беловатого цвета, основания и концы тёмно-коричневые.
Цветки длиной до 6,5 см, 5 см в диаметре белые, основания лепестков красные. Цветет с середины апреля до сентября-октября. Каждый цветок цветет около недели.

## Распространение
Встречается на севере Парагвая.